# Meron Teshome
Meron Teshome Hagos (13 de julio de 1992) es un ciclista eritreo. Desde 2025 corre para el equipo Madar Pro Cycling Team.

## Palmarés
2013
- Campeonato de Eritrea en Ruta
- 1 etapa del Tour de Eritrea

2014
- 3.º en el Campeonato de Eritrea Contrarreloj

2015
- 2.º en el Campeonato de Eritrea Contrarreloj
- Juegos Panafricanos Contrarreloj
- 1 etapa del Tour de Ruanda

2016
- 2.º en el Campeonato de Eritrea Contrarreloj
- 1 etapa del Tour de Eritrea

2017
- Campeonato Africano Contrarreloj
- 2 etapas del Tour de Camerún
- 2 etapas del Tour de Eritrea

2025
- 2.º en el Campeonato de Eritrea en Ruta